# 하이킹

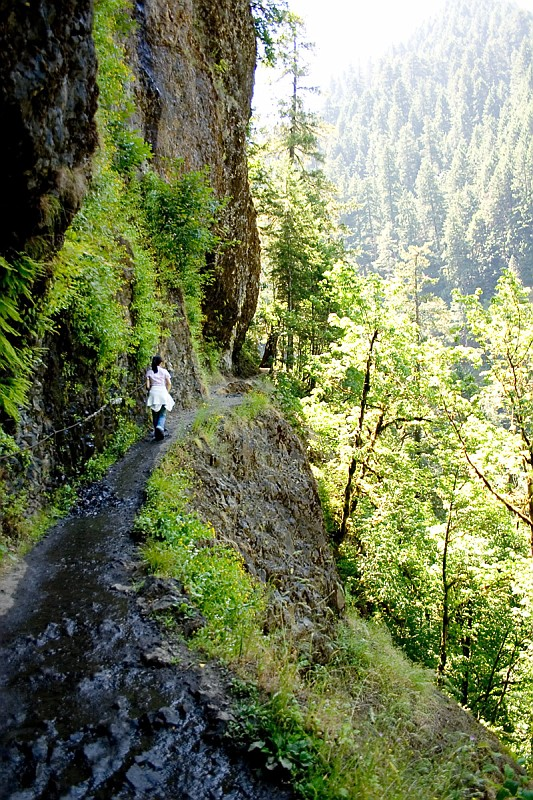
오레곤주 이글 크리크 하이킹

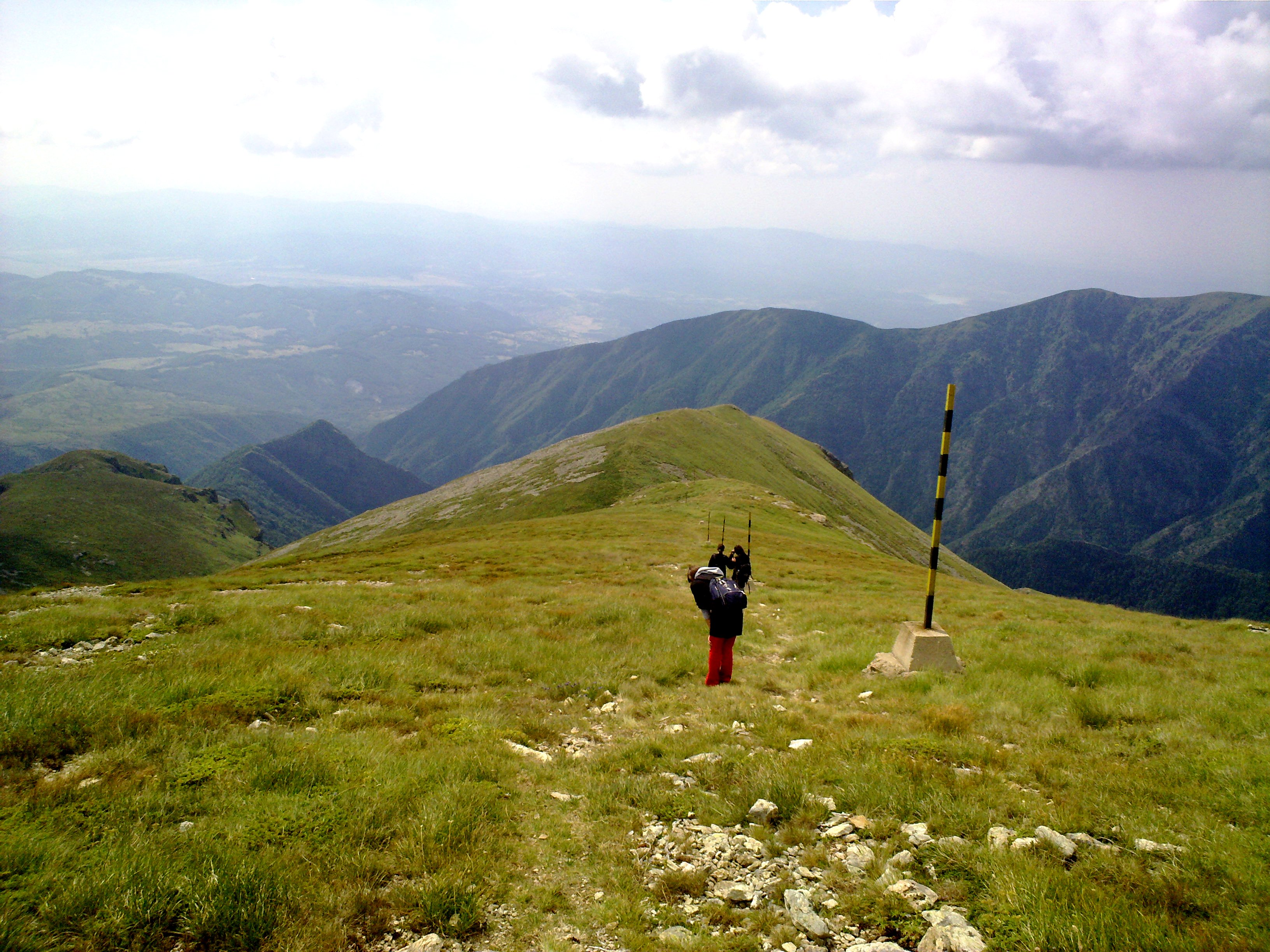
불가리아 발칸산맥의 하이킹

하이킹(hiking)는 건강을 위해, 또는 미지의 땅을 견문하고, 자연의 풍경과 역사적인 경관을 즐기기 위하여 걷는 활동이다. 보통 필드에서 일정한 교육 과정을 받고, 장거리를 걷는 것을 말한다. 걷기(또는 워킹)이라고도 하며, 최근에는 노인의 건강중진(health promotion)을 위해 추천하고 있다. 언덕과 산을 넘고, 그 중턱을 가로지르는 코스도 있어서, 등산 등의 유형과 일부 활동이 겹치기도 한다. 또한 산에서 하이킹을 하는 사람을 등산객이라고 한다. 캐나다와 미국에서 하이킹은 시골의 높고 험준한 곳에서 걷기를 의미하고 도시에서의 짧은 걷기를 의미하기도 한다. 그러나 영국과 아일랜드에서, 걷기는 알프스산맥과 공원에서 걷는 것을 지칭하기도 한다. 영국에서는 '정처없이걷기'와 '내려오기'도 포함한다. 뉴질랜드에서는 트램핑 곧 도보여행이라고도 부른다. 세계적인 다수의 기구들과 연구가 하이킹과 걷기가 건강한 장점이 있다고 말한다. 폴을 이용해 걷는 사람들이 많아지고 있다.

## 역사
재미를 위해 전원지대를 산책하는 개념은 18세기 발전했으며 낭만주의와 관련한 풍경과 자연에 대한 태도 변화로 인해 발생하였다.
19세기 말부터 20세기 초에 걸쳐 산업 문명이 급속한 발전을 이루었다. 그 산업발달 및 기술 논증의 장으로서 세계박람회가 시작된 시대에 그것에 대한 경종으로 건강 유지를 위한 다양한 활동이 시작되었다. 금주, 금연운동, 일광욕, 수영, 체조, 자연식, 반더포겔 운동 등의 열풍이 시작되었을 무렵에 함께 시작되었다고 생각된다.
걷기대회라는 명칭으로 철도회사 등이 고객유치를 위해 마케팅의 측면에서 실시하기도 한다. 허리에 배낭을 메고 국내외의 산악 지역을 걷으며 등반하는 스타일도 있다.

## 관련 용어
용어는 각 국의 문화적 배경에 따라 서로 다르며, 독일에서는 ‘반데른’(Wandern, 반더포겔의 어원), 호주에서는 ‘부시워킹’(bushwalking), 뉴질랜드에서는 트램핑(tramping)이란 이름을 즐겨 사용하고 있다. 여러 날을 산악 지대를 걷는 인도, 네팔, 북미, 남미, 그리고 동아프리카의 고산 지대에서는 트레킹(trekking)이라고 하며, 네덜란드에서도 ‘트레킹’(trekking)이라는 용어를 사용한다. 미국에서는 ‘트레일’(Trail)이라는 용어도 사용하며, 버몬트와 같은 일부 지역에서 횡단 하이킹은 ‘애팔리치안 트레일’(Appalachian Trail, AT) 또는 ‘롱 트레일’(Long Trail, LT)이라는 용어를 사용한다. 롱 트레일은 미국에서 가장 오래된 장거리 하이킹 트레일이다.

## 같이 보기
- 등산